# Lichtenfels (Bavorsko)
Lichtenfels je město v německé spolkové zemi Bavorsko, hlavní město zemského okresu Lichtenfels ve vládním obvodu Horní Franky. Žije zde přibližně 20 tisíc obyvatel.

## Geografie

### Sousední obce
| Růžice kompasu | Niederfüllbach Untersiemau | Grub am Forst          | Ebersdorf bei Coburg Michelau in Oberfranken | Růžice kompasu |
| Růžice kompasu | Bad Staffelstein           | Sever                  | Hochstadt am Main Altenkunstadt              | Růžice kompasu |
| Růžice kompasu | Bad Staffelstein           | Lichtenfels (Bavorsko) | Hochstadt am Main Altenkunstadt              | Růžice kompasu |
| Růžice kompasu | Bad Staffelstein           | Jih                    | Hochstadt am Main Altenkunstadt              | Růžice kompasu |
| Růžice kompasu |                            | Wattendorf             | Weismain                                     | Růžice kompasu |

## Politika

### Starostové
- od roku 2014: Andreas Hügerich (SPD)
- 2002–2014: Bianca Fischer (nestraník, nominována CSU a Junge Bürger (JB))
- 1991–2002: Winfred Bogdahn (SPD)
- 1959–1991: Günther Hauptmann (CSU)
- 1958: Otto Betz (CSU)
- 1951–1958: Johann Unrein (do roku 1952 CSU, pak Freie Wählergruppe)
- 1945–1951: Julian Wittmann (CSU)
- 1945: Baptist Hofmann
- 1938–1945: Wilhelm Krautheim (NSDAP)
- 1930–1938: Josef Ullenberger
- 1928–1930: Norbert Schier
- 1912–1928: Andreas Mahr (liberální)
- 1870–1912: Adam Wenglein (liberální)